# Noruega independente (1905 - atualmente)

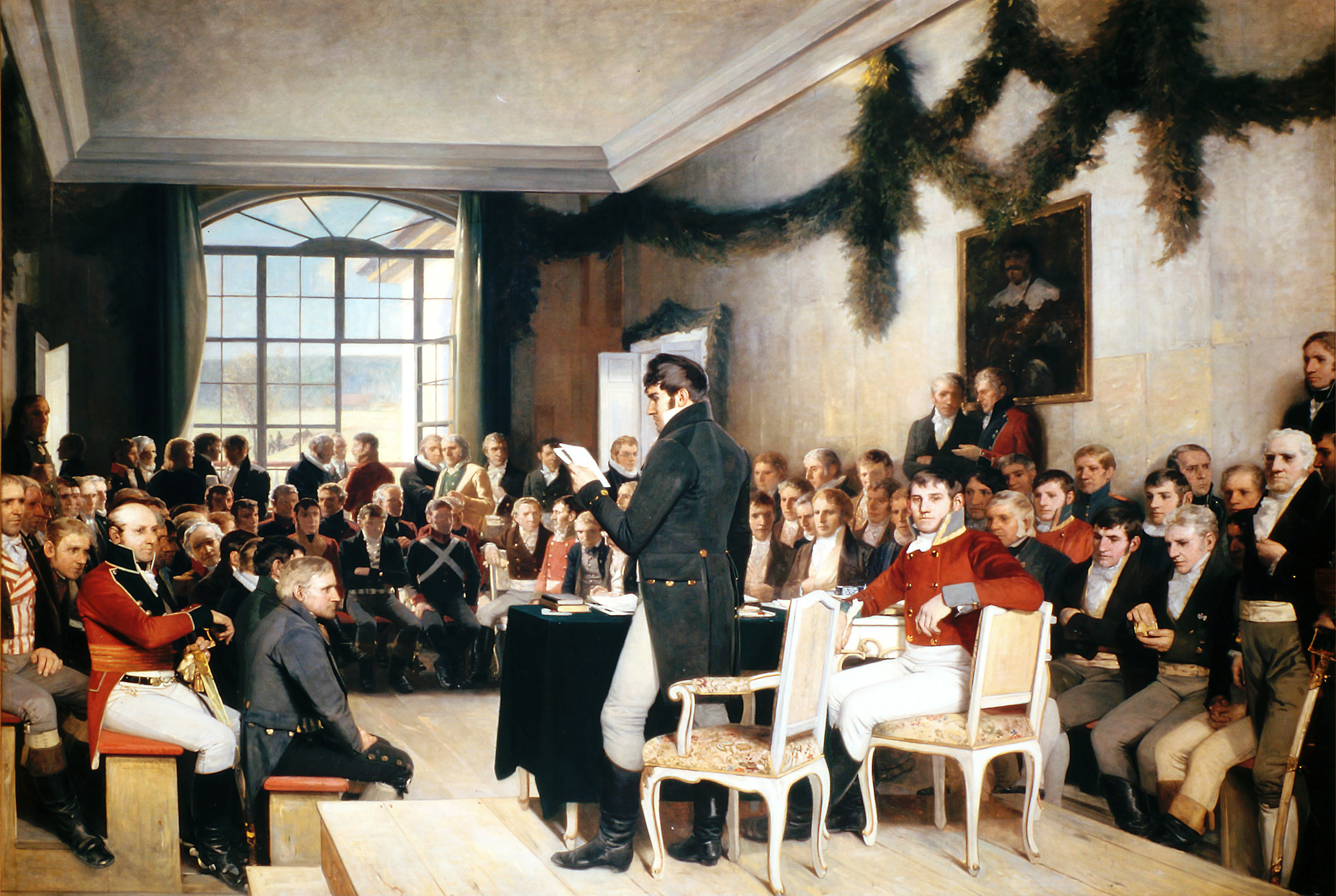
A Assembléia Constituinte reunida em Eidsvoll (1814)

A história da Noruega independente diz respeito ao período da história nacional norueguesa que vai de 1905 até os dias atuais. Alguns autores, contudo, preferem considerar o ano de 1814, ano de promulgação da primeira Constituição nacional, como marco da independência norueguesa.  Começando o século XX como uma nação majoritariamente agrária, a Noruega se industrializou rapidamente na primeira metade do século, se tornando modelo em matéria de direitos humanos e bem estar social.   A história da Noruega independente também foi caracterizada por políticas progressistas de direitos civis, como o pioneirismo no sufrágio feminino , na união civil gay   e nas leis anti-discriminatórias . O século XX norueguês é também um período de crescente perda de influência por parte da Igreja Nacional, o que faz da Noruega hoje um dos países mais seculares do mundo.

## Construção do Estado Nacional
Até 1814, a Noruega permanecera parte do Reino dinamarquês. Em 1814, contudo, um grupo de "notáveis" noruegueses promoveu a instituição de uma Assembleia Constituinte na pequena cidade de Eidsvoll (ao norte de Oslo), na qual se reuniram representantes eleitos por proprietários rurais maiores de 30 anos. O estopim para a crise havia sido a participação do reino dano-norueguês nas guerras napoleônicas e a iminente entrega da Noruega à Suécia como recompensa pelo papel da Dinamarca como aliada do derrotado imperador francês.
Em pouco menos de um mês, a Assembléia Constituinte estabeleceu uma carta liberal, na qual se estabelecia um parlamento de representantes eleitos (Storting), a soberania do povo, a divisão dos poderes, a liberdade de imprensa, etc. Também se mantinha a instituição monárquica como representante máxima do poder executivo, para a qual a Assembleia designou como rei o príncipe herdeiro dinamarquês, Christian Frederik (que reinou com o nome de Cristiano VIII).
A separação da Noruega foi mal recebida pelas potências europeias e pela Suécia que, no entanto, tentando evitar um conflito militar, negociaram a substituição do príncipe dinamarquês eleito. O marechal João Batista Bernadotte, que, posteriormente, reinou com o nome de Carlos XIV João, convenceu a Noruega a aceitar o Tratado de Kiel como um mal menor, estabelecendo um compromisso entre os dois territórios. As Atas de União de 1815 deram ao país uma ampla autonomia. Desta forma, a Noruega passava a fazer parte do reino sueco, embora com considerável autonomia política: o rei da Suécia seria representante do Poder Executivo de ambos os países, mas a autonomia do Legislativo e do Judiciário estava garantida.. A mudança permitiu a manutenção da Constituição Norueguesa. 
Embora a participação popular no processo de independência da Noruega tenha sido insignificante (os artífices da independência eram, em sua maioria, oficiais formados em Copenhague, clérigos, juristas, etc.), o ano de 1814 foi posteriormente reconhecido como marco nacional, e o dia 17 de maio (data da proclamação da nova Constituição) é guardado até hoje como Dia Nacional da Noruega. 

## 1814 – 1905
No século XIX, a população norueguesa cresceu mais rapidamente que em qualquer outro período da história, e passou de 883 000 habitantes em 1801 para 2,24 milhões em 1900. Produziu-se também um importante movimento migratório do campo para as cidades, de forma que, no fim do século XIX, a população urbana representava 28% do total, contra 8,8% no início do século.
O século XIX norueguês foi marcado pela lenta instituição do princípio de liberdade religiosa, pela acelerada formação de associações políticas, pela emigração para a América e pelo debate acerca da autonomia política. Antes de 1814, o Estado Norueguês dispensava um tratamento duro aos religiosos dissidentes, como fez com Hans Nielsen Hauge, preso pelo regime dano-dinamarquês por criticar o clero oficial, vinculado ao Estado. Com o advento da nova ordem política, pouco a pouco foram surgindo novas associações religiosas dissidentes, sobretudo com a queda da legislação "contra conventículos" (1741) em 1842. Entre elas estavam as missões de evangelização, como a Sociedade Missionária Norueguesa (1845) e a Sociedade Norueguesa para Evangelização Nacional (1868). Também surgiram várias igrejas desvinculadas do Estado Norueguês, como as igrejas batistas e metodistas.
Os agricultores foram uma classe particularmente ativa durante esse período. Associados em organizações como os "Amigos do Agricultor" (1872), estes homens pressionavam intensamente o parlamento em busca de benefícios para sua categoria. É importante notar que, com a emigração acentuada para a América (cerca de 800 mil pessoas) e devido a uma legislação que facilitava a compra da terra, os pequenos agricultores se tornaram a categoria mais abrangente da sociedade norueguesa no século XIX.
A elite norueguesa era composta, sobretudo, por uma rica e influente camada de funcionários públicos. Apesar da oposição do monarca autocrático Carlos XIV, em 1821 o parlamento suprimiu os títulos nobiliárquicos criados pelos dinamarqueses. Os ricos comerciantes de minérios foram prejudicados prejudicados pelas guerras europeias do começo do século. Seu filho Oscar I aceitou muitas das reclamações norueguesas.
O movimento liberal e os sentimentos nacionalistas aumentaram depois das revoluções de 1848. Movimentos, como o "Movimento da Juventude Livre", de caráter nacionalista, e os Thranitanos, precursores dos trabalhistas, caracterizaram a história política e cultural da Noruega neste século.
O sufrágio masculino universal foi sancionado em 1898, no que a Noruega foi um país pioneiro.

### Romantismo Norueguês

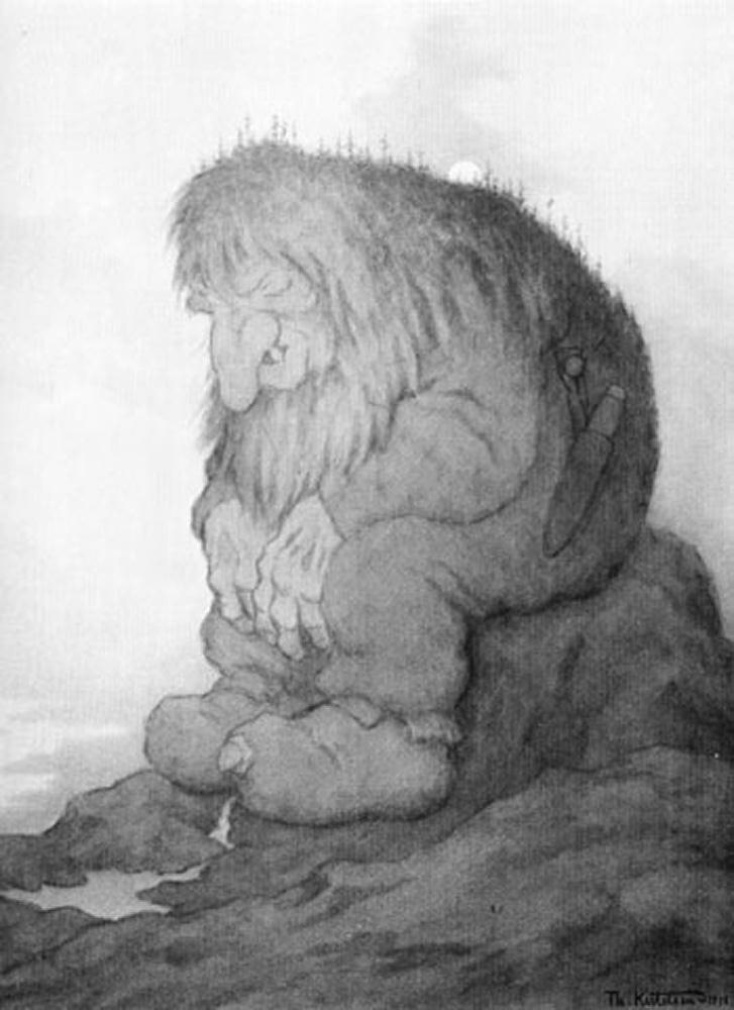
gravura neorromântica do artista norueguês Theodor Kittelsen

O ato fundador de 1814 foi seguido, sobretudo nas décadas de 1840 e 1850, por uma intensa atividade de artistas e políticos pela busca do "espírito" norueguês. A arte da época frequentemente representava temas do folclore escandinavo, como tróis e outros seres da mitologia nórdica. Representações da bucólica paisagem norueguesa e da vida cotidiana, leituras do mítico passado viquingue e dos ritmos populares eram recorrentes na produção artística da época, célebre por compositores como Edvard Grieg, dramaturgos como Henrik Ibsen e pintores como Hans Gude e Theodor Kittelsen.

### 1905: Independência
O fortalecimento do poder dos agricultores no parlamento forçou a aprovação das leis da representação municipal e das estradas (1827), que reduziam o poder da elite de funcionários públicos (e, por conseguinte, do rei sueco) sobre a administração das cidades. Entre 1850 e 1870 a pressão dos agricultores por mudanças constitucionais se intensificou: a categoria reivindicava a introdução de júri popular, a introdução de sessões parlamentares mais frequentes e longas (estas ocorriam durante três meses a cada três anos) e a presença dos ministros nas sessões parlamentares.
A disputa pela ampliação do princípio de representação era, na essência, uma disputa entre os agricultores de um lado, e a classe de oficiais noruegueses e a corte sueca, de outro. Logo surgiram dois proto-partidos, a "esquerda" (Venstre), ou Partido Liberal, e a "direita" (Høgre), ou o Partido Conservador. Enquanto o primeiro defendia que o parlamento deveria ter mais poderes, o segundo advocava a supremacia do rei e seus oficiais. Em 1860, a Suécia começou a propor a revisão das Atas de União para conceder poderes adicionais à Noruega, mas estes foram boicotados pelo grupo Venstre.
O ápice do confronto entre rei e parlamento se deu na disputa pela submissão dos ministros do governo ao parlamento, princípio defendido pelos liberais e seu eleitorado, os agricultores. Os parlamentares aprovaram quatro vezes uma emenda constitucional que obrigava os ministros apontados pelo rei a comparecerem às sessões do parlamento, mas o rei vetou todas as decisões. A extensão do poder de veto do rei, contudo, foi contestada pelos liberais. Obtendo a maioria nas eleições de 1882, o Partido Liberal instaurou um processo de julgamento constitucional no Supremo Tribunal, formado pelo Lagting, um quarto dos deputados que desempenhavam papel de juízes em julgamentos de constitucionalidade. O julgamento foi favorável aos oposicionistas, e o rei foi obrigado a nomear ministros aprovados pelo Parlamento, como o advogado oposicionista Johan Sverdrup (1816-1892), chefe da resistência nacionalista, que se tornou primeiro-ministro.

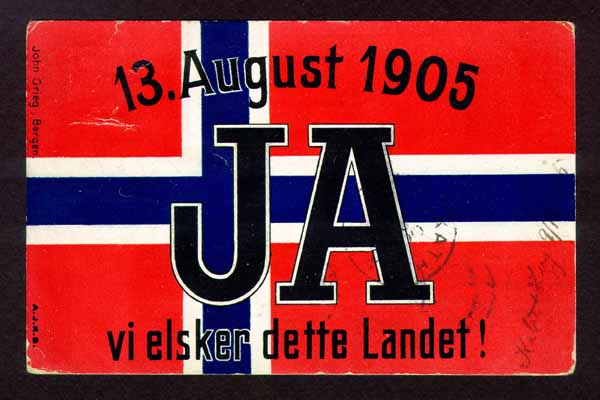
Cartão postal da época do plebiscito norueguês sobre a independência. Nele se diz, "sim, nós amamos este país"

Para agravar a crise, os interesses econômicos de noruegueses e suecos eram patentemente divergentes (a Noruega tinha interesse em abrir seus mercados para a importação de manufaturados, ao contrário da Suécia), e os Noruegueses haviam adquirido um sólido sentimento nacional durante o século XIX. O crescimento do Partido Liberal e, por conseguinte, do parlamentarismo, afastaram cada vez mais os dois países.

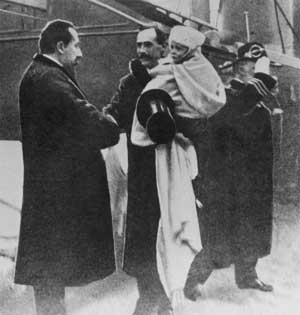
O primeiro-ministro norueguês Christian Michelsen recebe o recém-eleito rei da Noruega, Haakon VII, e seu filho, Olavo, após desembarcarem na Noruega em novembro de 1905

O conflito entre o parlamento norueguês e a Coroa sueca durou até junho de 1905, altura em que divergências entre o rei sueco Oscar II e o governo norueguês provocaram a separação dos dois países com a declaração de completa independência do parlamento da Noruega. Um plebiscito ratificou a decisão da assembleia norueguesa, que foi aceita também por Oscar II. Uma segunda consulta popular elegeu a forma monárquica de governo, e o príncipe Carlos da Dinamarca, neto de Cristiano IX da Dinamarca, ascendeu ao trono da Noruega com o nome de Haakon VII. Reinou durante 52 anos até morrer, em 1957.
A separação do reino sueco foi um processo tenso, porém intermediado pelas forças armadas e potências estrangeiras, que também asseguraram a continuidade da monarquia no novo país escandinavo ao estabelecer um príncipe dinamarquês como novo herdeiro da coroa.

## 1905 – 1914: "Nova Jornada de Trabalho"

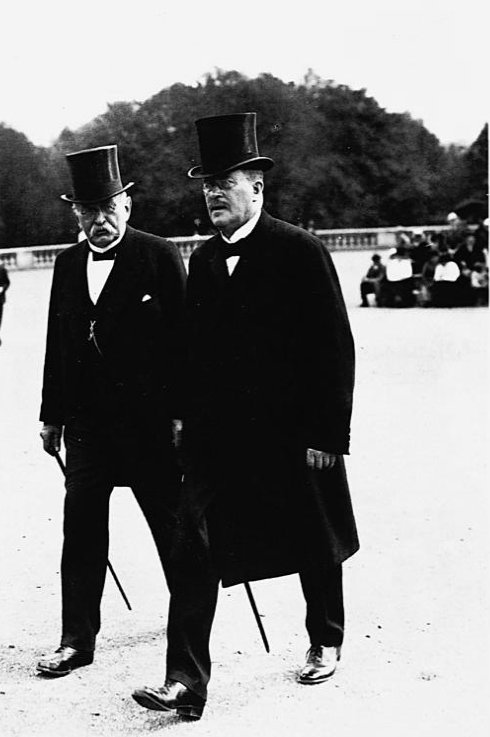
Gunnar Knudsen e Johan Castberg

Rapidamente, o país tornou-se uma democracia. De 1905 a 1907 o governo norueguês foi dominado por uma coligação das alas mais moderadas dos partidos liberal e conservador, sob a égide do primeiro-ministro Christian Michelsen, baseado no chamado "Partido da Coligação" (Samlingspartiet). Seu plano de governo propunha reformas sociais, como a introdução do auxílio doença e da aposentadoria do Estado, visando diminuir a influência dos "socialistas" (Partido Trabalhista) e "semi-socialistas" (radicais do Partido Liberal) sobre o proletariado. Também se mantinha neutro a respeito de alguns dos principais debates da época: as variantes da língua norueguesa e a natureza da Igreja da Noruega. O Partido da Coligação absorveu o Partido Conservador antes das eleições, mas o Partido Liberal ficou dividido.
O resultado das eleições de 1906, contudo, foi desfavorável ao partido da coligação, que conseguiu apenas 33 cadeiras no parlamento. 77 cadeiras foram conquistadas pelo Partido Liberal e 10 pelos socialistas. O Partido Liberal, por sua vez, se dividira em três facções diferentes, uma inclinada à coligação, outra mais tradicional e uma terceira, mais radical, representada por Johan Castberg.
Após uma fracassada tentativa de aproximação com os trabalhistas, a ala radical de Castberg resolveu se aliar à ala mais moderada do partido liberal que, no entanto, não era governista. Esta ala era representada por Gunnar Knudsen. O Partido Liberal Consolidado, facção liberal não governista, defendia reformas sociais amplas e proteção dos recursos hídricos noruegueses contra o domínio do capital estrangeiro.
A oposição conseguiu derrubar o governo de coligação, já desgastado pela demissão de Michelsen em 1907. Em 1908, Gunnar Knudsen se tornou primeiro-ministro, compondo um governo liberal preocupado com as leis de concessão.  Após uma breve derrota para os "governistas" em 1909, desta vez reorganizados como Partido Liberal Popular, Knudsen reassumiu o cargo de primeiro-ministro em 1912, contando com maioria parlamentar até 1918.

### Industrialização
O período de 1905 a 1914 caracterizou-se na Noruega pelo rápido crescimento econômico. Em 1905, havia cerca de 2,25 milhões de habitantes na Noruega. A maior parte deles (cerca de dois terços) morava no campo e trabalhava como agricultor, e outra porção da população dependia de atividades como artesanato e pesca. A pesca e a agricultura mobilizavam a grande massa dos noruegueses, juntas empregando cerca de um milhão de pessoas.  
Após 1905, contudo, houve um célere processo de industrialização do país, capitaneado pelos interesses do capital estrangeiro em adquirir energia barata. O período de industrialização foi chamado pelo primeiro-ministro Michelsen de “Nova Jornada de Trabalho”. Entre a separação da Suécia e 1916, a produção industrial aumentou 83%, produzindo muito mais valor que a agricultura e a pesca juntas. O PIB subiu 55%. A mecanização influenciou todos os ramos da economia, sobretudo o ramo de produção de energia elétrica: o potencial hidrelétrico das cachoeiras norueguesas foi explorado por indústrias de origem estrangeira. A influência estrangeira na industrialização se fazia sentir também na metalurgia e na indústria química: 85% das ações da indústria química, 80% das ações da mineração e 47% das ações da produção elétrica eram estrangeiras.
A população operária aumentou enormemente nos anos subsequentes, passando a somar cerca de meio milhão de pessoas. 

#### Fatores Sociais
A industrialização diversificou as atividades econômicas do país, aumentou as desigualdades sociais, inseriu a mulher no mercado de trabalho e abriu novos mercados para a agricultura. 27% da renda total do campo era propriedade de apenas 5% da população. A jornada de trabalho de um proletário norueguês era de doze a dez horas até 1919, quando a legislação trabalhista reduziu-a a oito horas.
A maior parte da população vivia ainda no campo, e cerca de 37% dos noruegueses eram crianças menores de 15 anos. As mulheres compunham 30% dos assalariados. 
Os agricultores foram a categoria que mais se organizou nos primeiros anos da industrialização, reunidos em milhares pela Associação dos Agricultores. O setor da pesca foi favorecido pela criação do Banco do Estado Norueguês para a Pesca em 1921 e pela autorização da pesca de baleia, proibida em 1904.

### Divergências Políticas
Diversos debates políticos foram colocados em pauta no período que vai da independência ao início da Primeira Guerra Mundial. Falava-se dos limites do capital estrangeiro na economia nacional e defendia-se uma legislação sobre concessões. Discutia-se o papel da mulher e seus direitos. Falava-se da normatização da língua norueguesa, propunha-se uma Lei Seca e debatia-se a união entre Igreja e Estado.

#### Reformas Sociais
Os governos que se sucederam entre 1906 e 1914 realizaram algumas importantes reformas sociais, tendo por fito conter o avanço das ideologias revolucionárias e do descontentamento no seio da classe operária.  Em 1909, estabeleceu-se o seguro doença, ajuda do Estado que seria paga  parcialmente pelo empregador e parcialmente pela verba pública.
O sistema previdenciário foi intensamente discutido nestes anos, mas não conseguiu vigorar devido às mazelas da Primeira Guerra Mundial. Já as leis trabalhistas, prevendo uma leve redução da jornada de trabalho e melhorias nas condições de crédito para trabalhadores, foram aprovadas sem tantos problemas.
Um dos avanços mais importantes desta época foi a aprovação das leis castberguianas, sem precedentes na Europa, que concediam os mesmos direitos dos filhos legítimos aos filhos nascidos fora do casamento, isto é, eles partilhariam patrimônio, nome, etc. Além disso, as leis estabeleciam ajuda financeira às mães solteiras e protegiam filhos de pais separados. Houve grande polêmica na época, e os conservadores disseram que Johan Castberg, idealizador das leis, estaria “destruindo a família”. 

#### Política de Concessões
No começo do século, debatia-se os limites da participação do capital estrangeiro no mercado nacional. Em primeiro lugar, muitos noruegueses achavam preocupante que os estrangeiros dominassem uma parte tão grande dos recursos hídricos do país (cachoeiras). Em 1907, após vivos debates parlamentares, Johan Castberg fez passar as leis castberguianas das concessões, segundo as quais os compradores de recursos hídricos necessitavam de uma concessão estatal para adquiri-los. Esta concessão duraria no máximo 80 anos, durante os quais os compradores seriam obrigados a prestar serviços à sociedade, como utilizar equipamentos e mão de obra nacional, ou pagar contribuições sociais e moradias aos operários. Ao fim do período de concessão, todos os recursos e instalações seriam revertidos ao Estado. 
Muitos viam essas leis como um empecilho ao desenvolvimento industrial, pois afastavam os investidores num primeiro momento. No entanto, isso não aconteceu, e a Noruega continuou seu crescimento como nação industrial.

#### Direitos da Mulher

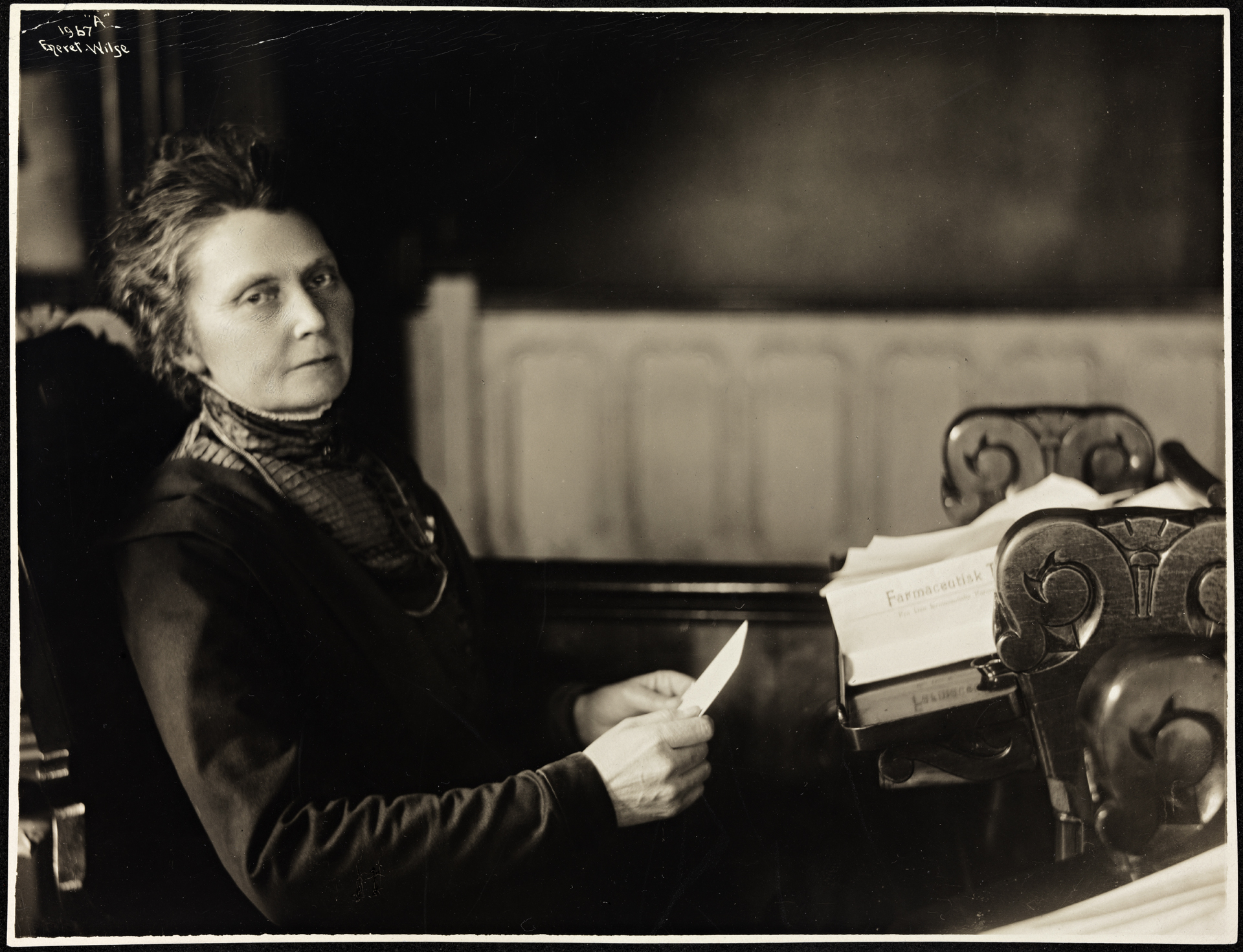
Anna Rogstad

O voto censitário feminino foi estabelecido na Noruega em 1901 e 1907, para as eleições municipais e parlamentares respectivamente. O sufrágio universal feminino foi estabelecido em 1910 para as eleições municipais, e em 1913 para as parlamentares, o que faz da Noruega um dos primeiros países a ter validado o voto feminino. O direito ao voto era reivindicado pela Associação Nacional para o Voto Feminino (Landskvindestemmeretsforeningen), liderado por Frederikke Marie Qvam, e apoiado pelo Partido dos Trabalhadores e pelo Partido Liberal.   Na mesma época, uma mulher, Anna Rogstad, assumiu pela primeira vez um assento no Parlamento.  A abertura dos cargos políticos às mulheres foi resultado de uma luta intensa, e apenas se consolidaria plenamente em 1916. A Noruega foi também a primeira nação independente a permitir que mulheres concorressem como candidatas políticas.
Debates sobre discriminação, controle de natalidade e aborto já estavam encaminhados no começo do século. Muitas feministas consideravam, por exemplo, que aprovar uma legislação que proibisse as mulheres de realizar trabalhos noturnos era uma forma de discriminação de gênero, e se opuseram fortemente a tal tipo de legislação.
A partir de 1913, a líder política Katti Anker Møller, por sua vez, iniciou sua luta pela descriminalização do aborto, pela educação sexual e pela instrução acerca de métodos anti-concepcionais. Ela dizia que "o fundamento de toda liberdade é a autonomia sobre o próprio corpo e tudo nele contido". O aborto era considerado ato criminoso, punível com até três anos de prisão. 

#### Debate Linguístico
Com a separação da Suécia, muitos começaram a advocar o uso do “neonorueguês” como  língua nacional, uma variante da língua mais próxima do que fora o norueguês original. Com efeito, o norueguês corrente ensinado nas escolas era mais próximo da língua dinamarquesa. Em 1906 foi fundada a Sociedade para a Promoção do Idioma Norueguês e, em 1907, a Associação para a Defesa do Vernáculo. Em geral, o Partido Liberal se pronunciava a favor do uso de ambas as variantes, enquanto o Partido Conservador defendia o uso do vernáculo. Ainda no começo do governo Michelsen, uma lei prevendo prova escrita de neonorueguês foi aprovada.

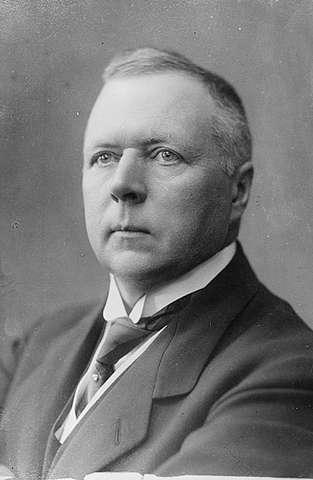
O Primeiro-Ministro Ludwig Mowinckel era representante da ala mais radical do Partido Liberal. Quando assumiu o governo, optou por uma orientação política centrista

#### Teologia Liberal
Em 1907, grupos fundamentalistas e conservadores fundaram o chamado Partido da Igreja, que defendia a separação entre Igreja e Estado. De fato, o governo democrático e liberal norueguês era bastante permissivo em relação aos assuntos da Igreja e, ao contrário do que desejavam os sacerdotes tradicionalistas, não impedia o acesso de teólogos liberais a cargos públicos. A teologia liberal fazia crítica bíblica, situava os eventos narrados na Bíblia em seu lugar histórico discursivo e descartava algumas histórias como sendo mitos ou incoerentes. Em 1906, Michelsen nomeou Johannes Ording, teólogo liberal, para ser professor catedrático de Teologia na Universidade de Oslo. Os protestos foram veementes, mas o partido da igreja logo desapareceu, derrotado sucessivamente, em 1920.

## 1914-1935: Guerra e Entre-Guerras
Entre 1914 e 1918, a Noruega passou por alguns problemas de ordem econômica que se fizeram sentir sobretudo entre as classes médias e os operários. Entre 1918 e 1935 a crise se agravou, afetando profundamente a sociedade norueguesa. Os governos formados entre 1918 e 1935 foram todos de minorias, bastante instáveis e duravam poucos anos no poder. O governo liberal de Knudssen, desgastado pelas crises da Primeira Guerra Mundial, caiu em 1920. O Partido Conservador, que havia feito o papel de oposição, se beneficiou da crise do Partido Liberal, e assegurou alguns governos minoritários entre 1921 e 1926, quando foi substituído novamente pelo Partido Liberal. A despeito da coligação "anti-socialista" formada por conservadores, liberais e outros, os trabalhistas conseguiram formar um governo que durou apenas algumas semanas, conhecido como "Episódio Hornsund", em 1928, logo substituído pelos liberais. O Partido Agrário, de discurso direitista e mais radical, subiu ao poder em 1931. No final da década de 1920, a situação da economia no campo ia de mal a pior, e o Partido Agrário tentou implementar uma série de reformas para salvar a economia no campo, mas enfrentou dura oposição do Partido Liberal. Em 1935, o Partido dos Trabalhadores levou a melhor, assumindo um governo estável e transformando o cenário sócio-político do país em favor de um Estado de bem estar social. 
Uma figura importante neste período foi o liberal Ludwig Mowinckel, que assumiu o cargo de primeiro-ministro entre 1928 e 1933 (último representante do Partido Liberal a assumir o cargo), conduzindo uma política econômica tradicional e uma política cultural bastante liberal.
| Partido                   | Porcentagem/Cadeiras nas eleições de 1927 | Porcentagem/Cadeiras nas eleições de 1930 | Porcentagem/Cadeiras nas eleições de 1933 | Porcentagem/Cadeiras nas eleições de 1936 |
| ------------------------- | ----------------------------------------- | ----------------------------------------- | ----------------------------------------- | ----------------------------------------- |
| Partido Liberal           | 17,3%/ 30                                 | 20,2%/ 33                                 | 17,1%/ 24                                 | 16%/ 23                                   |
| Partido Conservador       | 24%/ 30                                   | 27,4%/ 41                                 | 20,2%/ 30                                 | 21,3%/ 36                                 |
| Partido dos Trabalhadores | 36,8%/ 59                                 | 31,4%/ 47                                 | 40,1%/ 69                                 | 42,5%/ 70                                 |
| Partido Agrário           | 14,9%/ 26                                 | 15,9%/ 25                                 | 13,9%/ 23                                 | 11,6%/ 18                                 |

### Reforma do Sistema Eleitoral de 1919
Em 1919, as eleições para o Parlamento norueguês (Storting) deixaram de ser distritais, sendo substituídas pela representação proporcional. Isto é, um partido que recebesse 30% dos votos teria 30% das cadeiras no parlamento. Com efeito, o sistema de eleições distritais produz maiorias (um partido pode receber muitos votos e, contudo, poucas cadeiras no Parlamento), enquanto o sistema representativo proporcional baseia-se no consenso.

### Noruega na Primeira Guerra Mundial
A Noruega, assim como os outros países escandinavos, se manteve neutra durante a Primeira Guerra Mundial, política que se prolongou depois da guerra. Na realidade, a Noruega só pode manter essa posição porque isto era interessante às potências beligerantes: tanto a Entente quanto os alemães preferiam tê-la como fornecedora de alimentos e transporte, além de desejarem que o canal para o Atlântico permanecesse livre. No entanto, a Noruega sofreu grande pressão durante a guerra, sobretudo por parte da Inglaterra, que era sua grande parceira comercial e que lhe fornecia carvão, aço e outros recursos estratégicos. Na maior parte das vezes, a Noruega tomou uma posição favorável aos britânicos, motivo pelo qual o historiador Olav Riste chamou-a de "O Aliado Neutro".  Em 1916, a Noruega perdeu vários navios que transportavam mercadorias à Grã Bretanha devido a ataques de submarinos alemães (a Alemanha havia declarado, em 1915, que os mares em torno da Grã Bretanha eram território de guerra). Como consequência, a Noruega restringiu a mobilidade de submarinos pelo canal do Atlântico. Em 1917, com a entrada dos EUA na guerra, a Noruega foi pressionada pelos ingleses a cortar inteiramente o fornecimento de pescado aos Alemães. Ao final da guerra, a Alemanha já não estava em condições de revidar o embargo norueguês. 889 navios noruegueses foram afundados durante a Guerra. 

### Movimento Operário

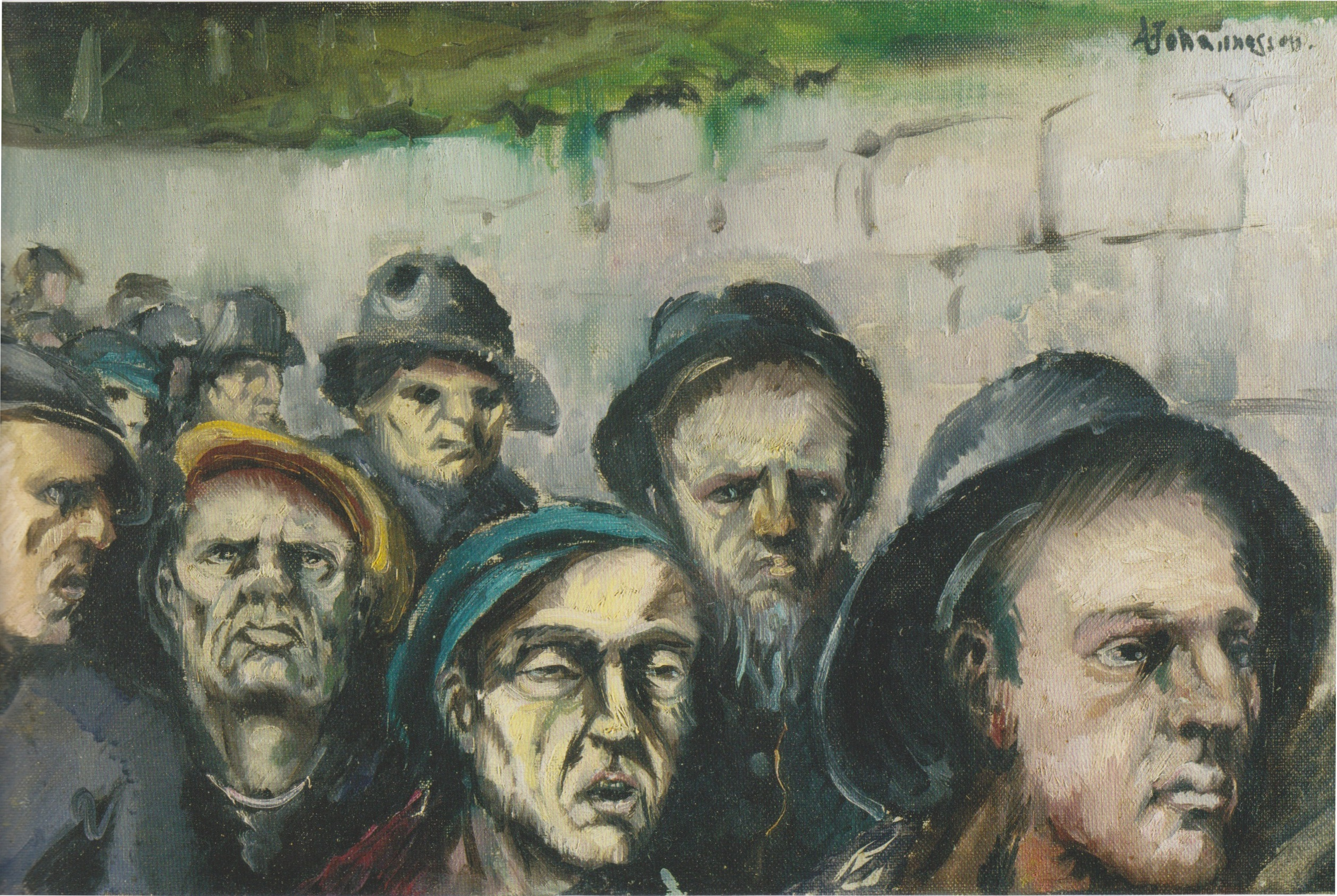
"Trabalhadores", quadro do artista norueguês Anksel Waldemar Johannessen. A escalada da crise e as disputas sociais eram tema da arte expressionista norueguesa

A partir de 1914, o movimento operário cresceu rapidamente. Em 1915, um em cada três eleitores preferia o Partido dos Trabalhadores. Em 1920, a Central Sindical (organização fundada em 1889, formada por organizações sindicais de todo o país) detinha 140 mil membros. O acentuado desemprego durante a guerra e o entreguerras, além das péssimas condições de trabalho, resultaram num acirramento dos ânimos por parte de patrões e operários: o período foi palco de várias greves e protestos contra a carestia. Discutiu-se o direito à greve, prevalecendo, contudo, a política de arbitragem. O Partido dos Trabalhadores também propugnava pela reforma do sistema de ensino, obrigando todas as crianças a participarem por 7 anos do ensino primário público (universal), de forma que a qualidade destas escolas seria assegurada.
Dentro do movimento operário e do Partido dos Trabalhadores havia uma tendência à radicalização, contudo: enquanto os veteranos do partido defendiam a democracia universal como forma de remediar problemas sociais, a Oposição Sindical, liderada pelo carismático Martin Tranmæl , propunha greves, boicotes e revolução como as únicas formas possíveis para a vitória contra o patronato. A ala radical obteve vitória nas eleições para a direção do Partido na mesma época.

### Liberalismo, Contraceptivos e Aborto
O debate entre liberais e ortodoxos, iniciado durante o governo Michelsen e intensificado pela formação do Partido da Igreja antes da Primeira Guerra, não se esgotara. Na década de 20, uma forte onda religiosa buscou conter os avanços liberais em questões culturais. No entanto, em 1923, o sacerdote liberal Jens Gleditsch foi nomeado bispo e o Movimento Estudantil Cristão elegeu um liberal, Kristian Schjeldrup, para ser seu representante.
A líder feminista Katti Anker Moller também conquistou vitórias nestas décadas. Em 1924, foi fundada a primeira Clínica de Higiene Sexual para as Mães, voltada para a educação sexual e a difusão de conhecimento sobre métodos contraceptivos. O diretor de redação do jornal de esquerda Mot Dag (Rumo ao Dia) publicou a Revista Popular de Educação Sexual entre 1932 e 1936. Em relação ao aborto, duas emendas à lei foram propostas nessa época, embora tenham sofrido forte oposição por parte da Igreja e conservadores:  a primeira, aceitava o aborto por indicação médica ou em caso de estupro e a outra, mais liberal, permitia o aborto em outras situações, desde que aprovado por uma comissão médica.

### Crise econômica e política de paridade
A Noruega sofreu uma grave crise nas décadas de 20 e 30, também em função da crise de 1929. Em primeiro lugar, a Guerra trouxera uma série de investimentos na área de transportes, devido à valorização do frete. No entanto, com o fim da guerra, houve uma queda abrupta dos preços. Houve contração do mercado nacional, falência dos municípios, falência dos bancos (que não conseguiam pagar seus credores) e escalada da dívida externa. Tudo isso, somado ao alto desemprego que vinha desde a Primeira Guerra, contribuia para desvalorizar o crone na taxa cambial.
Nicolai Rygg, presidente do Banco Central, pôs em prática um conjunto de reformas econômicas voltadas a fortalecer a moeda nacional, reduzindo a quantidade de moeda no mercado, elevando os juros e restringindo os créditos, buscando aumentar a demanda pela moeda e, por conseguinte, seu valor de câmbio, que deveria subir até se equiparar ao padrão-ouro. As consequências foram desastrosas: o aumento do crone ocorreu de forma desenfreada devido à ação dos especuladores, o que fez com que as exportações e investimentos despencassem (uma vez que os preços noruegueses eram muito altos para o mercado internacional). Para piorar, nos primeiros anos da década de 30 a recessão obrigou os Bancos do mundo, inclusive o Norueguês, a abandonarem o lastro em ouro. 
No mercado interno, os preços caíram. A produção industrial caiu em 30%.

#### Crise do Setor Agrário e da Pesca
Pequenos proprietários de terra e pescadores sentiram o impacto da crise com intensidade particular. Graças à política de paridade, os agricultores e pescadores foram obrigados a pagar seus empréstimos baratos com crone valorizado, isto é, caro. Isso gerou endividamento acelerado nestes setores, obrigando muitos a abandonar a terra, sobretudo os pequenos agricultores, na década de 20. Os pescadores, por sua vez, tiveram que enfrentar os preços baixos aumentando a produção.

### Direito de Greve e luta sindical
As disputas entre empregadores e empregados se acirraram no período de crise. Os trabalhadores pediam melhores condições de trabalho e aumento salarial. Em 1921, ocorreu uma greve colossal, congregando cerca de 120 mil assalariados. Em 1931, outro conflito de grandes proporções ocorreu: a Batalha de Menstad. Os empregadores, chegando a propor redução de 20 a 25% dos salários, tiveram que enfrentar várias greves coordenadas pela Central Sindical. Para solucionar os problemas causados pela paralisação, os empregadores mobilizaram a Norsk Hydro, uma empresa em Menstad, para um locaute de apoio. Uma passeata dos sindicalistas afugentou os que ainda trabalhavam, mas o governo enviou policiais para garantir a continuidade dos serviços. No entanto, os manifestantes expulsaram a polícia e cessaram a produção. O evento causou grande temor no  governo, e o então Ministro da Defesa Vidkun Quisling mobilizou exércitos e até navios de guerra para conter a greve. Os sindicalistas foram obrigados a iniciar as negociações. Seguiu-se o Acordo Coletivo Geral de 1935, que protegeu os direitos a sindicalização e a greve.

### Fascismo na Noruega?
Nas décadas de 20 e 30, surgiram vários grupos de extrema-direita, críticos do sistema parlamentarista democrático e defensores de uma nova ordem, baseada num "líder" forte.  Entre esses grupos encontrava-se a "Liga da Pátria" (Fedrelandslaget), fundada em 1925, inspirada pelo movimento fascista de Mussolini. Assim como os nazistas na Alemanha, esses grupos acusavam o Partido Conservador de traição, uma vez que este defendia o regime parlamentar. Difundiam temas e representações nacionais, reivindicavam o fim dos partidos liberal e dos trabalhadores.
Na década de 30, Vidkun Quisling, fundador de outro grupo de extrema-direita, a União Nacional (Nasjonal Samling), já pregava a superioridade da raça nórdica e associava os judeus ao marxismo e ao liberalismo de forma depreciativa, aproximando-se nitidamente do fenômeno fascista que varria a Europa. 

### "Imperialismo Glacial"
Nesta época, sobretudo sob o governo do Partido Agrário, a Noruega reavivou sua retórica ufanista e conduziu uma política externa conhecida como o "imperialismo glacial". O país se envolveu em disputas pelo território de Svalbard e pela Groenlândia oriental. O primeiro passou a ser território norueguês após a ocupação, mas a questão da Groenlândia, ocupada também por dinamarqueses, teve que ir ao Tribunal Internacional de Haia, sem que a Noruega obtivesse sucesso. Também foi discutida a situação de duas minorias étnicas, os Kven (descendentes de finlandeses na Noruega) e os Sámi: o governo privilegiou uma política de assimilação, obrigando as escolas a usar apenas o norueguês e a focar na cultura e história nacionais.

## 1935-1940: Recuperação
Apesar da coligação anti-socialista dos principais partidos (Liberal, Conservador) e da extrema-direita (Partido Agrário), que impediu, por exemplo, que os trabalhistas assumissem o governo em 1928, o eleitorado garantiu um governo trabalhista em 1935. O Partido Agrário, quando no poder, havia conduzido uma política impopular de cortes na educação, cultura e previdência social aliados à repressão policial aos operários e movimentos de esquerda. Mowinckel tornou-se primeiro-ministro pela terceira e última vez, mas não conseguiu acompanhar os desejos do eleitorado.  No dia 19 de março, o líder trabalhista Nygaardsvold assumiu o cargo, se valendo de um discurso moderado. Prometia-se maior cooperação entre setores privados e estatais, uma política agrária segundo as demandas do Partido Agrário e “empregos para todos”.

### “Revolução Keynesiana”
A Grande Depressão obrigou os economistas e cientistas políticos a mudarem sua forma de encarar as coisas. As teorias tradicionais, herdeiras do laissez-faire, apenas orientavam o Estado a garantir a estabilidade monetária, uma vez que o mercado se regularia por si só. Na década de 30, contudo, essa teoria se provou falha, e a crise obrigou o Estado a ser mais ativo. Enquanto John Maynard Keynes publicava suas teorias, os noruegueses Ragnar Frisch, Ole Colbjørnsen e Axel Sømme também divulgavam as noções de um capitalismo de Estado forte. Segundo estes teóricos, o Estado deveria controlar a economia de forma mais ativa, criando empregos com obras públicas, promovendo o bem estar social e garantindo a colaboração do setor privado.

### Política Econômica e Recuperação
O novo governo foi marcado por sua política econômica tendencialmente keynesiana (embora, em geral, bastante ortodoxa). Em primeiro lugar, o governo liberou uma quantia enorme de verbas emergenciais para o setor agrário (cerca de 76 milhões de coroas, quase um quinto do orçamento público), que deveriam ser utilizadas na construção de infra-estrutura e moradias. O governo promoveu um programa de créditos buscando movimentar o setor industrial. Foram criados vários conselhos com ingerência pública e privada, que influíam nas decisões das empresas, criando um sistema chamado de “corporativismo voluntário” por Thomas Christian Wyller.
Os trabalhistas também propuseram leis anti-trustes, que deveriam proteger a economia contra a formação de monopólios. No entanto, o governo não obteve sucesso contra os conservadores. Tentou-se resgatar a pesca por meio de investimentos e proteções legais. Uma vez que a economia já passava por um reaquecimento decorrente das próprias condições do mercado interno, e talvez devido à criação de vagas por parte do governo trabalhista, o desemprego caiu.

### Seguridade Social: as bases do Estado de Bem Estar
O governo de Nygaardsvold realizou uma série de reformas sociais, buscando fortaceler a política de assistência social. Em 1936, criou-se um fundo de aposentadoria municipal, cujo custo era pago parcialmente pelo Estado (metade). No mesmo ano, ampliou-se a proteção ao trabalhador e o teto do seguro doença. Entre 1936 e 1937, foram aprovadas duas leis referentes aos direitos econômicos de "inválidos, cegos e aleijados". Em 1938, foi aprovada a lei do Seguro-Desemprego, válido por 15 semanas ao ano. Os governistas alegavam que "não bastava esmola ou caridade". Segundo eles, deveria haver justiça, como Johan Castberg havia defendido anos antes. O Estado também investiu na criação de escolas, na ampliação do tempo de ensino, no ensino profissionalizante e na estruturação do magistério.

### Antimilitarismo em tempos de guerra
Por questões ideológicas, o Partido dos Trabalhadores possuia intenções  pacifistas declaradas desde seus primeiros anos. Com a polarização da Europa em torna da URSS ou das potências fascistas, sobretudo durante a Guerra Civil Espanhola, o programa  antimilitarista do Partido dos Trabalhadores, que incluia políticas de desarmamento, teve que ser revisto. Grupos conservadores pressionaram o Estado a reforçar sua defesa, pois apenas desta maneira poderiam garantir o não alinhamento num eventual conflito europeu. Os investimentos, contudo, foram moderados, pois havia confiança na aliança com a Grã-Bretanha, além de haver certo temor em relação a um desarmamento desenfreado. Com a eclosão da Guerra em 1939, a Noruega desrespeitou seu compromisso com a Liga das Nações, e manteve sua posição de neutralidade. 

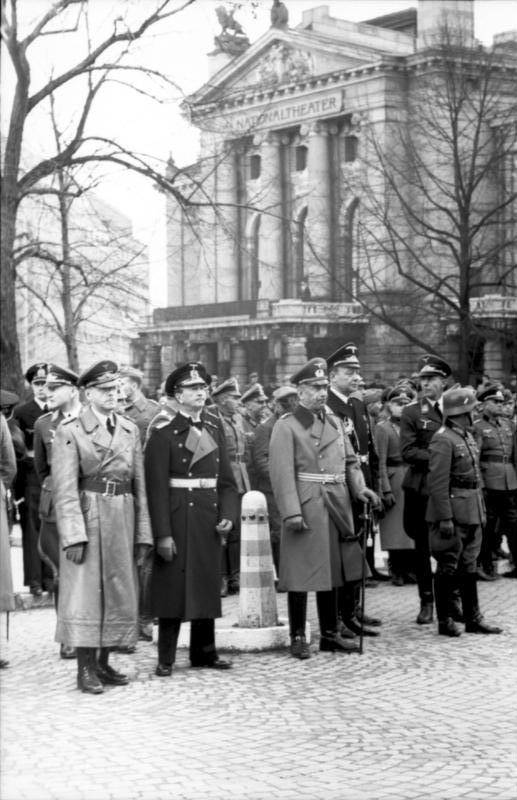
Oficiais alemães em frente do Teatro Nacional de Oslo em 1940

## 1940-1945: Ocupação Nazista

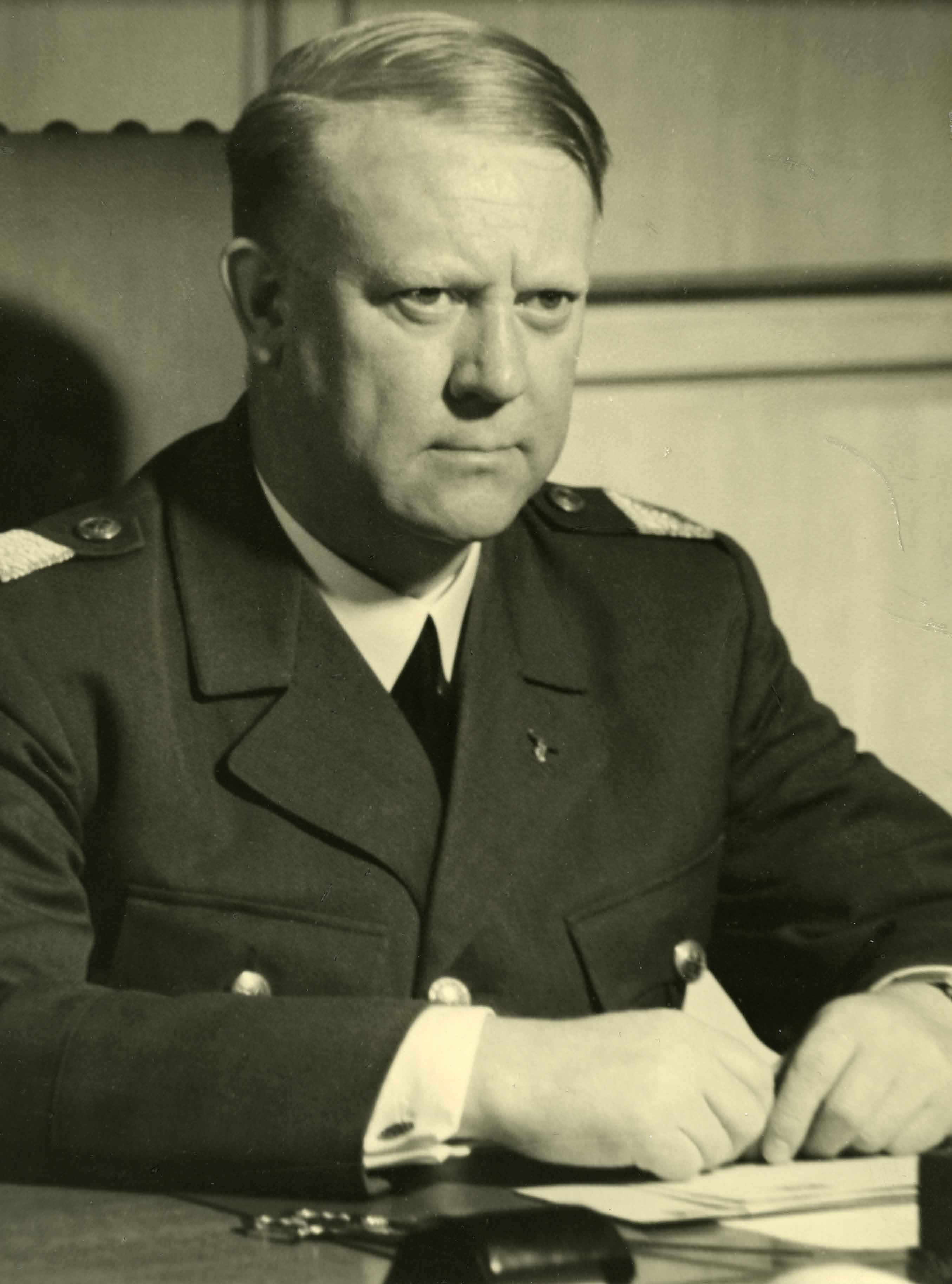
Vidkun Quisling

Apesar de sua neutralidade no início da Segunda Guerra Mundial, o Exército do Terceiro Reich invadiu a Noruega no dia 9 de abril de 1940, de surpresa, chegando até Narvik. O motivo para a guerra fora a posição estratégica da Noruega, seu vínculo com a Grã Bretanha e a invasão da Finlândia pela URSS no final de 1939. Em poucos meses os alemães dominariam todo o sul do país. No mesmo dia da invasão, o governo alemão propusera um ultimato ao ministro das relações exteriores, Halvdan Koht. O governo norueguês optou pela resistência. No dia seguinte, contudo, Vidkun Quisling, amparado por soldados alemães, deu um golpe e exigiu a rendição dos noruegueses pela rádio. Nygaardsvold deveria ser substituído por Quisling para que a Noruega garantisse sua soberania nacional, segundo ordens do enviado alemão, Curt Bräuer. O rei Haakon, recusando-se a aceitar a ordem alemã, foi obrigado a abdicar e, junto com seu conselho de ministros, se retirou para Londres. O parlamento cedeu a Quisling. 
No entanto, os alemães rejeitaram a proposta de um governo de Quisling neste momento, por acharem que geraria muita resistência. Preferiram nomear um conselho administrativo chefiado pelo ex-ministro da Defesa, Ingolf Christensen, junto do líder regional do Partido Nazista, Joseph Terboven. Os líderes políticos se negaram a cooperar com o comissário alemão Josef Terboven. Esse conselho de transição, contudo, também não durou muito: em setembro de 1940, o governo nazista baniu todos os partidos, exceto a União Nacional (partido de Quisling), depôs o rei e o governo, e suprimiu o conselho de Christensen. Todos os ministros foram tirados das fileiras da União Nacional, e os nazistas declararam que todas as esferas da sociedade deveriam ser controladas pela União Nacional.

### Governo Nazista e União Nacional
A União Nacional, partido de pouca envergadura nos primeiros anos, logo recebeu grande número de adesões, a maioria devido a pressões do momento. A ideologia ufanista do partido se assemelhava muito àquela do partido nazista: recorria-se à mitologia nórdica como formadora do caráter norueguês, usava-se a cruz solar como símbolo nacional e faziam-se saudações com "heil og sæl" ("salve e passar bem"). Embora a União Nacional fosse apresentada como sujeito da revolução nazista no país, a realidade era outra. Os líderes do partido tinham pouca liberdade de ação, e na verdade eram bastante subordinados às ordens dos alemães, o que tornava seu discurso extremamente frágil.

### Resistência ao Nazismo: Grande Movimento Popular

símbolo da União Nacional, contendo a cruz solar

A resistência civil contra o nazismo foi, segundo muitos historiadores, o maior movimento popular já visto no país.  A resistência civil aconteceu em vários campos: nas organizações empresariais, entre os trabalhadores, nas escolas, nas universidades e nas igrejas. Uma tentativa nazista de controlar as organizações do regime anterior resultou em desassociações em massa. A Central Sindical organizou greves, como a greve do leite, o que levou seus líderes, Viggo Hansteen e Rolf Wickstrøm a serem sumariamente executados. Ao tentar vincular professores a alunos à juventude nacionalista, a União Nacional enfrentou boicote de professores e protestos de pais. A igreja negou apoio à União Nacional, e muitos sacerdotes renunciaram aos cargos. A imprensa clandestina se multiplicou, tanto pela rádio quanto pelos jornais clandestinos. Na Universidade de Oslo, alunos passaram a usar clipes nas lapelas para demonstrar seu repúdio ao regime nazista, representando união e resistência. 

### Resistência Partidária e Militar
O Partido dos Trabalhadores e o Partido Comunista também apresentaram resistência, mantendo entidades clandestinas. Surgiu a Milorg, a guerrilha norueguesa. Do lado de fora, o governo norueguês exilado reunia tropas e insumos para ajudar os aliados no combate aos alemães. Dentro, formou-se um governo clandestino de resistência, "O Círculo", em torno do presidente do Supremo Tribunal, Paal Berg. Os governos se articularam e, unidos à Milorg, prestaram apoio aos aliados nos últimos anos da guerra. Aos alemães parecia bastante irônico que seus "irmãos de raça" tivessem oferecido tamanha resistência à invasão.

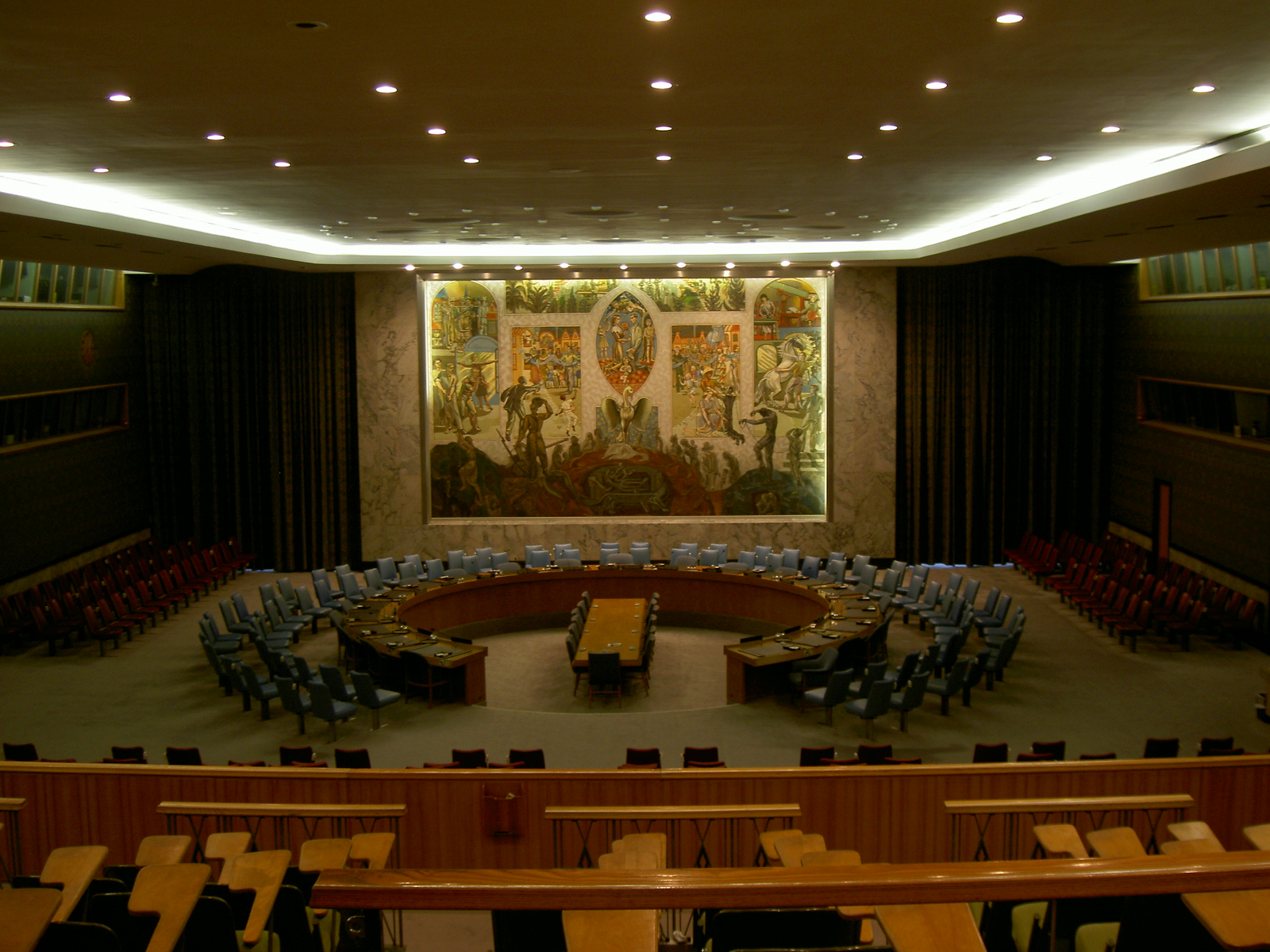
Quadro do artista norueguês Per Krohg representando o renascimento da Fênix. Simbolizando o renascimento da Europa no pós guerra, o quadro foi colocado na sala do conselho de segurança da ONU

## 1945 – 1963: Social Democracia Consolidada

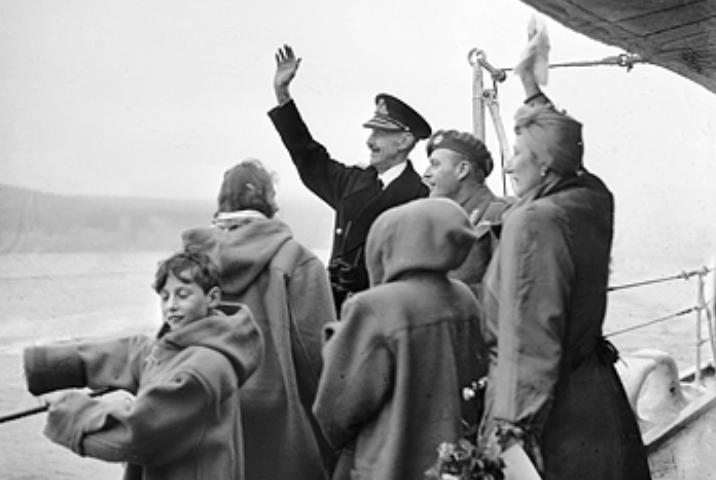
A Família real norueguesa retornando do exílio

Em maio de 1945, as forças alemãs se renderam e Haakon e o governo trabalhista regressaram do exílio. Com a derrota dos alemães, a Noruega passou a se ocupar da reestruturação do país. A administração nazista foi substituída pelo governo de resistência interno de transição, o círculo, e a Milorg passou a cumprir papel de polícia. Para castigar os colaboracionistas, restaurou-se a pena de morte, abolida desde 1876. Os "traidores" do período nazista foram julgados e punidos - alguns com pena de morte, como Vidkun Quisling. No pleito Nacional de 1945, o Partido Trabalhista conquistou sozinho a maioria das cadeiras. O Partido Comunista também aumentou seu relevo, assim como o Partido Popular Cristão. Tornou-se primeiro-ministro Einar Gerhardsen, militante da resistência, assim como maior parte da sua equipe.
Nos primeiros anos de recuperação, a despeito do crescimento econômico, o governo manteve uma política econômica austera: manteve-se o racionamento, o controle de preços e da produção por meio das leis Thagaard (1945) e Brofoss (1947), estas últimas tendo sofrido profunda oposição por parte do Partido Conservador, que acrediatava nas forças de desenvolvimento do mercado. Caminhava-se para uma maior planificação da economia.  Com ajuda do Plano Marshall, a Noruega reconstruiu sua indústria e impulsionou a pesquisa tecnológica.

### Moradia para todos
Uma das principais políticas do governo Gerhardsen foi promover o barateamento do custo de moradias, visando garantir moradias de qualidade para todos. O governo regulamentou os preços dos lotes, dos aluguéis e da venda de casas, e entregou cerca de 56 mil moradias baratas até 1949. O governo também impôs normas de construção voltadas para garantir a qualidade das habitações, e estabeleceu que as despesas imobiliárias não deveriam superar um quinto do salário. As construções foram financiadas por empréstimos sem juros do Banco Habitacional do Estado Norueguês. 

### Secularização

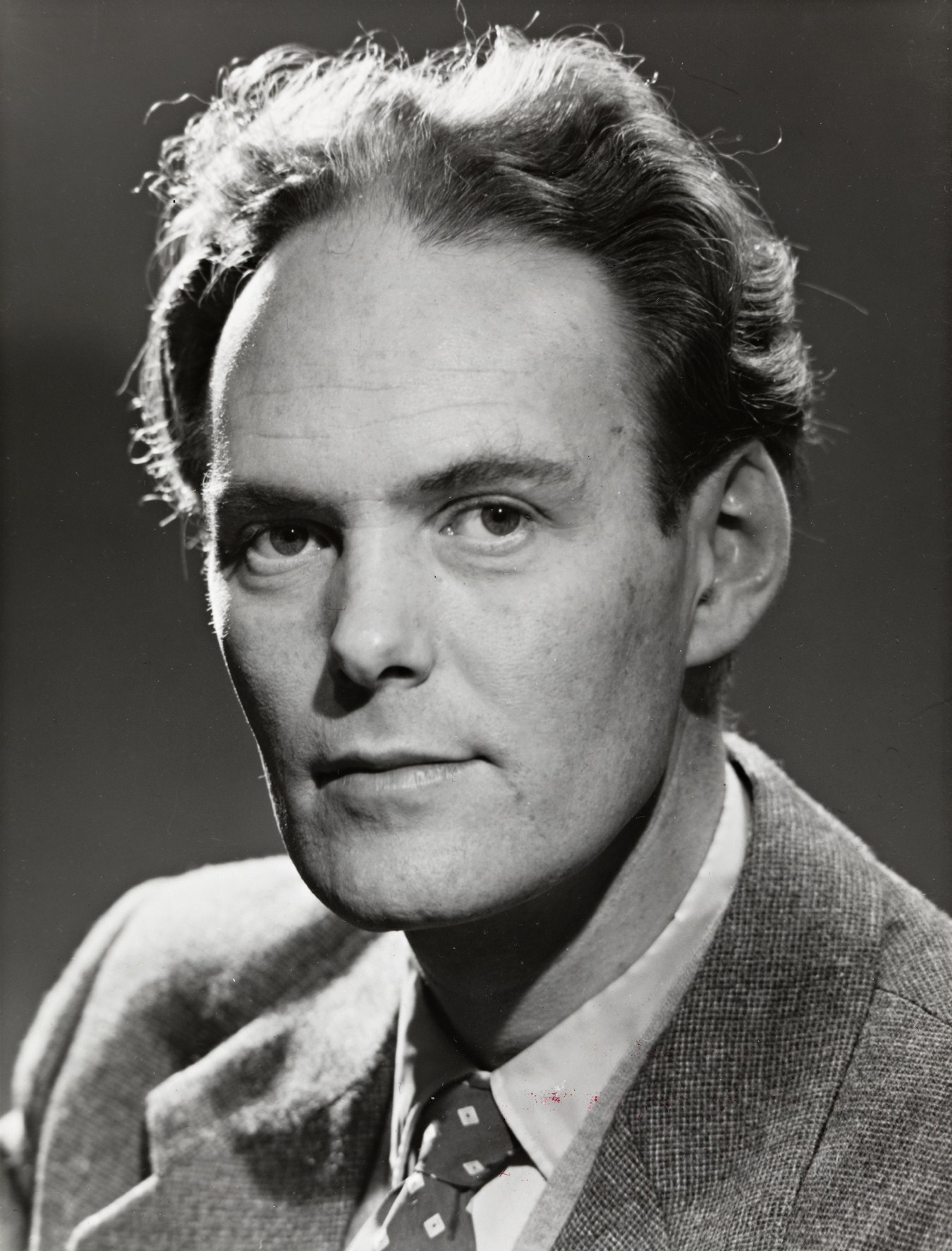
Agnar Mykle

A década de 50 foi marcada por um processo acentuado de secularização. Logo nos primeiros anos do governo trabalhista, de caráter social democrata, a igreja, na figura do bispo Berggrav, se posicionara contra a ampliação da seguridade dizendo que o Estado queria "ser onipotente", "uma espécie de Todo-Poderoso".  Em 1946, o governo instituiu a Lei do Ensino Suplementar, que era perfeitamente laica, e assumiu o controle da Escola de Magistério de Oslo, que até então havia sido da Sociedade  para Evangelização Nacional. O caso mais célebres desta época consistiu na publicação do romance Sangen om den rode rubin (A Canção do Rubi Vermelho), de Agnar Mykle. Mykle foi acusado de publicar material pornográfico pelos conservadores, e uma instância da justiça decidiu que seus livros deveriam ser retirados do mercado. Em 1958, contudo, o Supremo Tribunal norueguês reverteu a decisão em favor de Mykle, e garantiu a livre circulação de suas publicações. 

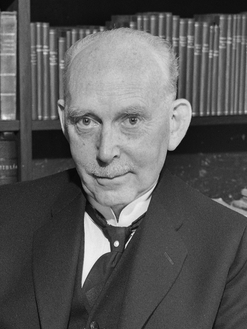
Bispo Olle Hallesby

Na mesma época, o parlamento propôs a criação de um conselho eclesiástico eleito por voto. O principal motivo para a criação da proposta fora um discurso considerado "radical" proferido pelo bispo Olle Hallesby em 1953 – os trabalhistas temiam que correligionários de Hallesby se multiplicassem na Igreja. Houve grande resistência à proposta, mas ela seria aprovada décadas mais tarde. 

#### "O inferno não condiz com a Religião do Amor"
Outra polêmica envolvendo a religião foi a chamada polêmica da doutrina do Inferno. Em 1953, o teólogo Ole Hallesby fez um pronunciamento na rádio ameaçando aqueles que não haviam se convertido à Igreja Nacional dizendo que iriam ao inferno. O bispo de Hamar, Kristian Schjeldrup, contudo, alegou que a doutrina da punição eterna não condizia com a "religião do amor", o que intensificou a cisão dentro da Igreja entre liberais e ortodoxos. Embora muitos membros da Igreja tenham criticado Schjeldrup, o Ministério da Igreja declarou que ele não havia transgredido a confissão. Os especialistas em direito alegavam que, sendo a Igreja parte do Estado, o governo teria poder de interpretar sua confissão, o que incluía optar por uma doutrina sem inferno. Além disso, na mesma época, Olle Hallesby foi condenado por sonegação de impostos, sendo obrigado a abandonar a carreira clerical. 

### Reforma Educacional
Em 1958, os trabalhistas instituíram a escola unitária. O ensino fundamental, dividido em nove anos, seria realizado em escolas públicas que todos deveriam frequentar, garantindo-se desta forma um ensino de qualidade para todos. Também se defendia o fim do prestígio do "diploma", de forma que o ensino profissionalizante e o ensino acadêmico deveriam ser colocados em situação de igualdade. Em 1960, a reforma foi implementada em todo o país.

### Economia e Sociedade: Crescimento e bem estar

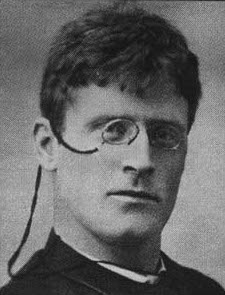
O regime de restauração também buscou julgar e punir os "traidores" do período da ocupação. Considerado um dos maiores escritores noruegueses do século XX, Knut Hamsun era simpatizante do nazismo e escreveu vários artigos pró-fascistas antes da ocupação. Como alguns outros, Hamsun foi preso após a derrota do nazismo

No período da hegemonia social-democrata, o governo foi bastante bem sucedido em sua política econômica. De certa forma, pode-se dizer que os valores sócio-políticos característicos do governo trabalhista se tornaram valores comuns: acreditava-se num Estado forte, cuja política econômica deveria estar voltada para a proteção dos carentes e promoção da igualdade social. Dizia-se que apenas o Estado forte poderia garantir o crescimento econômico (sobretudo por meio da industrialização), e que esse crescimento deveria gerar emprego e renda para todos igualmente. A educação e a saúde públicas e gratuitas se tornaram os pilares da social democracia.
O governo fomentou e controlou a indústria. Graças ao governo, que fornecia energia barata por meio das hidrelétricas estatais (três foram construídas nos anos 60), os investimentos estrangeiros no país subiram. No setor agrário, houve uma queda de um terço da produção, obrigando os trabalhadores a migrarem do campo para a cidade. A oferta de empregos se tornou estável. Entre os anos 50 e 60, as diferenças econômicas regionais existentes entre norte e sul se reduziram pela metade. O governo promoveu a Pesquisa Tecnológica por meio do Conselho Norueguês de Pesquisas Tecnológicas e Científicas, criado em 1946. O PIB norueguês cresceu e a produção industrial, após a recuperação, se manteve estável.

#### Legislação Social
O governo norueguês criou e ampliou uma série de benefícios sociais nas décadas de 50 e 60. Em 1953, criou-se o seguro-doença para assalariados, e o universal em 1956. Em 1958, o seguro de acidente de trabalho. Em 1959, o seguro desemprego e em 1961, a aposentadoria por invalidez.

### Política Externa
A Política externa deste período foi marcada por sua dimensão proto-idealista que, no futuro, adquiriu traços mais nítidos. A experiência da ocupação alemã entre 1940 e 1945 persuadiu os noruegueses a abandonarem a sua política de tradicional neutralidade e juntarem-se à Organização do Tratado do Atlântico Norte (OTAN), em 1949, ao Conselho Nórdico. A Noruega precisou decidir sua adesão à CEE. Mais tarde, os líderes políticos noruegueses adotaram posturas bastante incomuns ao criticarem a Guerra do Vietnã e o armamento nuclear.

#### Ocidentalismo
Com a Guerra Fria, a Noruega se alinhou junto dos países liberais. Sua oposição à URSS se consolidou após o golpe comunista na Tchecoslováquia. Visando garantir sua proteção contra um eventual ataque como o dos alemães na segunda guerra mundial, a Noruega aderiu à OTAN pouco após o fim dos conflitos. A adesão da Noruega à CEE foi debatida por muito tempo, e só se confirmou na década de 70. Cumpre observar que, ainda nos anos 50, a Noruega começou a fornecer ajuda financeira a países economicamente menos favorecidos, como a Índia, a princípio como forma de conter o avanço da URSS na Ásia. De qualquer forma, isto logo se tornou uma prática comum na política externa norueguesa, e nos anos 80 o país se comprometeria a doar 1% de seu PIB na forma de ajuda financeira a países subdesenvolvidos.  

#### Críticas aos armamentos nucleares e à guerra do Vietnã
O primeiro-ministro norueguês, Gerhardsen, surpreendeu o mundo ao afirmar em um discurso que a Noruega rejeitaria terminantemente as armas nucleares. Em 1957, no mesmo ano em que Gerhardsen havia dito "não" às armas nucleares, uma convenção do Partido dos Trabalhadores reafirmou que as armas nucleares não deveriam chegar ao solo norueguês. Era uma clara afronta à política armamentista da OTAN. Um importante movimento popular começara a se formar no país sob o mesmo mote: nada de armas nucleares. Cerca de 250 mil assinaturas foram reunidas com este propósito. Ainda hoje a Noruega mantém uma postura crítica em relação aos armamentos nucleares.
Outra questão que causou surpresa foi a declaração do líder conservador John Lyng em 1963. Na posição de ministro das relações exteriores do governo Borten, o político criticou repetidas vezes a política externa norte-americana na América Latina e no Vietnã.

## 1963 - 1981: Era dos Direitos Civis
Em 1963, a maioria trabalhista enfrentou sua primeira grande crise política. Ela dizia respeito aos chamados "escândalos industriais" (como o caso Kings Bay), isto é, escândalos relacionados à gestão governamental de certas empresas estatais (acidentes, custos extras, falta de transparência, etc.). A crise levou à substituição de Gehardsen pelo líder conservador John Lyng. O novo primeiro-ministrou durou apenas alguns meses no cargo. Em 1965, contudo, o governo trabalhista sofreu grandes derrotas eleitorais, e os partidos de centro-direita conquistaram a maioria no Storting. Per Borten, outro líder conservador, se tornou primeiro-ministro; mas não houve mudança estrutural na Noruega, sobretudo porque a oposição estava tão dividida que era mais cômodo deixar as coisas como estavam. Além disso, a ideologia do estado de bem-estar social se tornara algo sólido nos países escandinavos, e mesmo os partidos conservadores tenderam a uma gradual absorção destes ideais. Em 1972, após o enfraquecimento da oposição devido às polêmicas questões envolvendo a adesão à CEE, o partido dos trabalhadores voltou ao poder na figura de Trygve Bratteli.
Bratteli teve dificuldade em se manter no poder. A aproximação ideológica entre o Partido dos Trabalhadores e o Partido Conservador fizera com que seus eleitorados se permutassem com facilidade. Além disso, muitos jovens nascidos e criados sob o Estado social-democrata não sabiam o que era viver em situação de penúria, e se aproximaram mais da ideologia conservadora. Em 1973, o partido foi derrotado nas urnas, mas Bratteli se manteve no poder, uma vez que a oposição não quisera substituí-lo por nenhum nome de suas fileiras.
Odvar Nordli e Gro Brundtland, ambos do Partido dos Trabalhadores, substituíram Bratteli entre 1981 e 1983. Depois disso, o partido sofreria apenas derrotas até o começo da década de 90. Entre 1990 e 1997, os trabalhadores mais uma vez assumiram um papel de destaque no parlamento, e o cargo de primeiro-ministro foi mais uma vez preenchido por Gro Brundtland, figura chave do partido.

### Reconhecimento dos povos indígenas

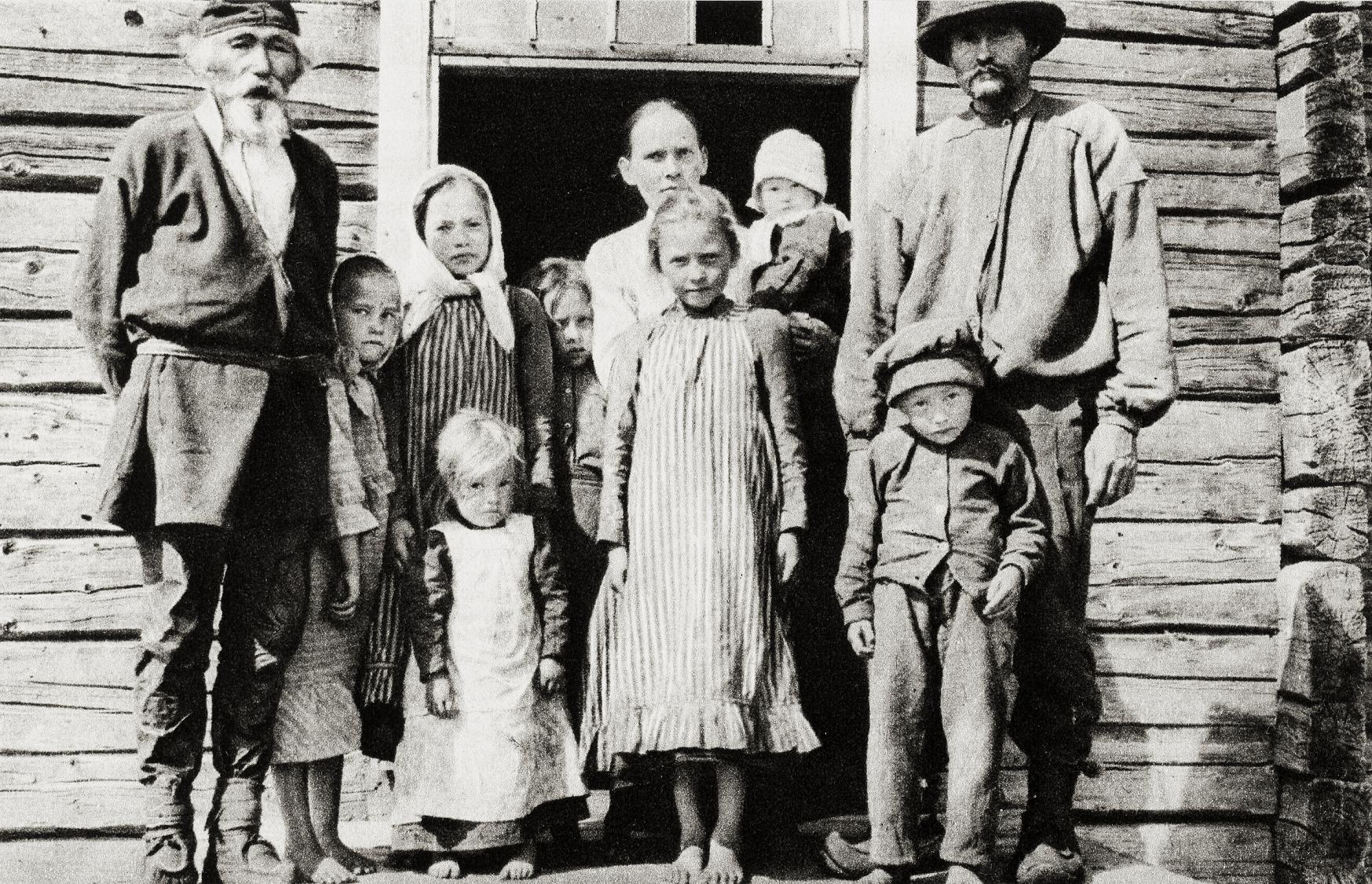
família sámi

Nas décadas de 60 e 70, os Sámi (povo cuja etnogênese remonta à fixação na Lapônia) passaram a reivindicar seus direitos ancestrais às terras da província de Finnmark. Com efeito, o planalto de Finnmark fora colonizado antes pelos povo autóctones, e a Noruega só pode impor sua soberania à região graças à ocupação sámi. Segundo os porta-vozes do povo sámi, seria necessário implementar políticas que pudessem garantir a igualdade jurídica e efetiva dos povos sámi em relação aos noruegueses. Em 1956, sob pressão das entidades defensoras de direitos humanos, criou-se a Comissão Pública para o Povo Sámi, que promovia a igualdade socioeconômica dos indígenas e organizava programas específicos de divulgação e preservação da cultura sámi. Em 1976, o governo firmou um acordo com a Confederação dos Criadores Sámi de Rena (NRL). Entre 1968 e 1976, o Estado construiu habitações, escolas de cultura local e outras instalações especialmente voltadas para os povos indígenas. Nas universidades, foram instituídos cursos de língua, cultura e história sámi.

### Igualdade entre os sexos
Nesta época também surgiram novas expressões do movimento feminista. A nova onda feminista não apenas questionava as diferenças jurídicas entre homens e mulheres, mas falava em discriminação e da necessidade de se modificar as estruturas sociais na busca pela emancipação. Em 1961, Ingrid Bjerkås se tornou a primeira pastora mulher da Igreja da Noruega. Em 1979, foi aprovada a Lei da Igualdade entre os Sexos, que criou a função de ombudsman contra a discriminação no trabalho e na sociedade.
O sexismo no trabalho e na política também caiu: Em 1969, 10% das mulheres eram deputadas. Em 1981, essa parcela subiu para 25%. No mesmo ano, uma mulher assumiu o cargo mais importante do Storting.

#### Legalização do Aborto (1975)
A legislação permitindo aborto "caso a gravidez, o parto, ou a guarda da criança possam colocar a mulher em ciscunstâncias difíceis" foi aprovada em 1975. No mesmo ano, um grupo de feministas foi à sessão do Storting e, supreendendo a todos, levantaram placas que traziam sob os casacos pedindo a legalização do aborto. As jovens foram retiradas pela polícia.
Em 1978, uma maioria composta pelo Partido dos Trabalhadores aprovou a Lei Pró-Escolha, que concedia permissão de realizar aborto às mulheres durante as primeiras doze semanas de gravidez.

### Leis Anti-discriminatórias
Desde 1970, a Noruega proibiu toda forma de discriminação (inclusive discursos de ódio) baseada em raça, cor de pele, etnia ou nacionalidade. Em 1981, a Noruega se tornou o primeiro país do mundo a aprovar uma legislação que proibisse discriminação contra homossexuais. A sessão 135a do Código Penal Norueguês também proíbe discursos de ódio contra quaisquer minorias.

### Movimento Ambientalista
Na década de 70, passou-se a questionar alguns valores que haviam norteado a consolidação da sociedade de bem-estar social. Um desses valores era a crença na industrialização como fonte de progresso social. Muitos, contrariando o senso comum, viam o potencial destrutivo da grande indústria como um prejuízo para a sociedade de forma geral. Em 1972, foi criado o Ministério do Meio Ambiente. Desde 1914, por meio da Associação Norueguesa para a Proteção da Natureza, os ambientalistas defendiam que deveria haver limites para o consumo e emissão de poluentes. Em 1974, foi fundado "O Futuro em Nossas Mãos" (Framtiden i våre hender), organização que pregava uma transformação profunda de valores e estilo de vida. O Greenpeace apenas se instalou na Noruega em 1989; sua atuação se limitou, inicialmente, à oposição à caça pelágica de baleias, que acabou sendo proibida pelas autoridades nestas décadas. Outra organização ativa foi a fundação Bellona. Em 1991, seu líder denunciou a empresa Norsk Hydro por manter depósitos ilegais de poluentes. Daí em diante a organização passou a militar ativamente na defesa do meio ambiente, denunciando a poluição por lixo nuclear e os impactos ambientais da instalação de hidrelétricas.

### Direitos LGBT na Noruega
As décadas de 70, 80 e 90 foram um período de importantes conquistas para o movimento LGBT. Em 1979, os homossexuais obtiveram permissão para servir o exército. Em 1981, o governo norueguês aprovou leis que puniam qualquer forma de discriminação baseada em orientação sexual no trabalho e em outros espaços. A união civil gay foi aprovada em 1991 ("parceria civil registrada"), e em 1995 uma pastora chamada Siri Sunde registrou parceria civil com sua namorada. O casamento gay foi aprovado em 2009, acompanhado do direito de adotar crianças. Na Noruega, discursos de ódio baseados em orientação sexual são punidos nos termos da lei.

## 1981 - 2005: parcial desmonte do Estado de Bem Estar

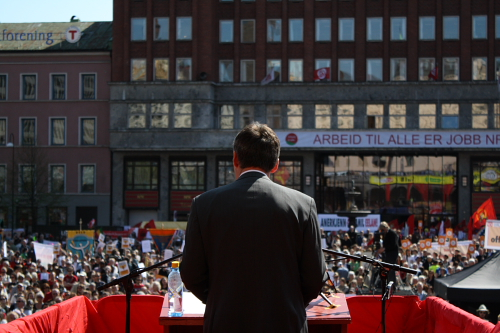
O primeiro-ministro Jens Stoltenberg, do Partido dos Trabalhadores. Após os atentados de 2011, o representante norueguês declarou que o país precisa de "mais imigração, mais abertura ao Islã, mais tolerância"

No pleito de 1981, o Partido dos Trabalhadores perdeu muito espaço para os partidos direitistas e centristas. Formou-se um governo conservador que durou dois anos, capitaneado por Kåre Isaachsen Willoch. Willoch promoveu a redução dos gastos do governo, o desativamente de mecanismos de controle estatal sobre a economia, o fim da representação pública majoritária em bancos, a privatização dos serviços de educação e saúde e a privatização de empresas estatais. Sua política estava ajustada à hegemonia da ideologia  neoliberal no mundo. No pleito de 1985, o Partido Socialista e o Partido dos Trabalhadores aumentaram o número de cadeiras no parlamento, uma vez que a política fiscal dos conservadores trouxera considerável descontentamento. Willoch tentou aprovar um aumento tributário, medida que foi rechaçada por trabalhistas, progressistas e socialistas. Logo, o primeiro-ministro conservador renunciou, abrindo caminho para a ascensão da líder feminista e trabalhista, Gro Harlem Brutland. O programa de Gro, contudo, não reverteu os traços gerais da política econômica dos conservadores: pelo contrário, foi dada continuidade à política liberalizante, sobretudo devido à queda do preço do petróleo durante a crise, o que tornava o país altamente dependente. Buscava-se também reduzir o desemprego e promover uma balança comercial favorável. O segundo governo Gro, contudo, assistiu a um crescimento dos índices de desemprego e ao aumento do déficit comercial.

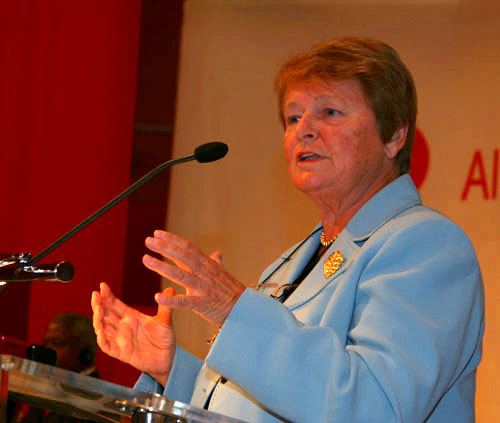
A primeira-ministra Gro Harlem Brundtland se tornou uma figura bastante popular na política norueguesa. Seu gabinete de 1986 foi uma importante conquista feminista, contendo oito ministras mulheres sobre um total de dezoito.

No pleito de 1989, os partidos das extremidades (Socialista e Progressista) aumentaram o número de parlamentares, uma franca demonstração de descontentamento popular com a classe política e os partidos hegemônicos. O cargo de primeiro-ministro foi entregue a Jan P. Syse, um conservador que era bem visto por sua habilidade de construir consensos. No entanto, o governo se desequilibrou ao tentar gerir a questão da possível entrada da Noruega na Comunidade Econômica Europeia, assunto bastante polêmico à época. Em 1990, o primeiro-ministro renunciou e passou o poder para a líder trabalhista Gro Brundtland, que assumiu pela terceira vez o cargo. Gro continuou no poder até 1996, mantendo uma imagem de credibilidade e competência profissional que garantiria sua governabilidade. Gro garantiu a adequação da Noruega aos padrões economicos internacionais e modernizou o setor público ao mesmo tempo em que aplicou políticas econômicas cada vez menos próximas do ideal de social-democracia. O seu sucessor, o trabalhista Thorbjørn Jagland, apostou em políticas de distribuição de renda, mas a queda de dois ministros e as críticas a seu governo o obrigaram a se manter na defensiva. No pleito de 1997, os partidos centristas aumentaram sua representação no Storting e elegeram Kjell Magne Bondevik, do Partido Popular Cristão, para o cargo de primeiro-ministro. Bondevik propôs e implementou programas de seguridade social, como o bolsa-criança e o aumento da aposentadoria, mas foi derrubado pela oposição após diversas crises.

## 2005 – atual: O compromisso ambiental e social

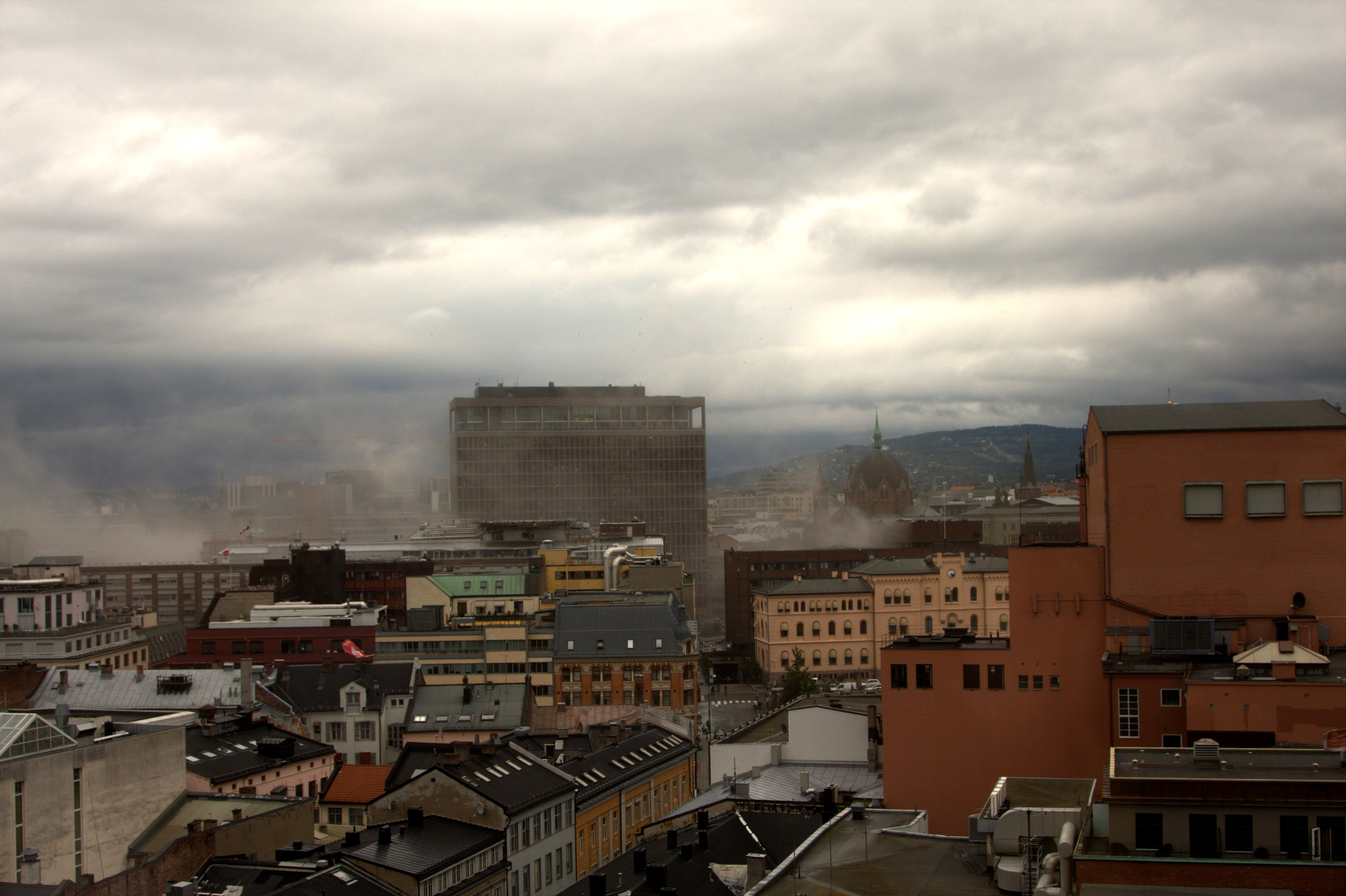
Cenas de Oslo pouco após os atentados terroristas de 2011

Desde 2005, a Noruega vem sendo governada por uma coalizão entre verdes e esquerdistas, liderada pelo primeiro-ministro Jens Stoltenberg. O líder trabalhista foi reeleito primeiro-ministro em 2009. O governo tem se destacado em sua defesa comprometida das questões ambientais, tornando a Noruega um dos países pioneiros em regulamentação de emissão de carbono e contenção de poluentes industriais. O Partido Socialista, integrante da atual coalizão governante, é o principal responsável pela elaboração e implementação das políticas ambientais noruguesas. O primeiro-ministro Stotenberg promoveu programas de defesa das minorias, pregando publicamente o respeito aos imigrantes, ao público LGBT e às mulheres. O governo reorganizou o sistema público de saúde e deu continuidade às políticas de privatização de estatais. Stoltenberg também defende a legalização da cannabis.

### Secularismo
De acordo com Phil Zuckerman, renomado sociólogo e professor do Pitzer College, entre 31% e 72% dos noruegueses devem ser ateus. De acordo com a Enquete Eurobarometer de 2005, 64% dos norueguese são agnósticos ou ateus, contra 32% teístas. A Noruega é um dos países mais seculares do mundo.

### Terrorismo
Em 2011, o Partido Trabalhista foi alvo de ataques terroristas promovidos por um militante extremista, Anders Behring Breivik. O extremista, que mais tarde foi diagnosticado com problemas mentais, implantou um carro bombo em Oslo nas proximidades do prédio do governo e atirou contra jovens noruegueses no acampamento do Partido Trabalhista, tendo matado dezenas de pessoas e deixado muitos feridos. Breivik publicava textos na internet em que fazia várias declarações  xenofóbicas e racistas.